# 萩野郵便局
萩野郵便局（はぎのゆうびんきょく）は北海道白老郡白老町にある郵便局。

## 所在地
住所：〒059-0922 北海道白老郡白老町字萩野77-59

## 沿革
- 1939年（昭和14年）12月16日 - 無集配郵便局として開局。郵便為替・貯金・恩給・簡易保険・郵便年金の取扱開始。
- 1941年（昭和16年）3月6日 - 電信電話事務取扱開始。同日から電報配達事務も開始。
- 1947年（昭和22年）
  - 8月5日 - 電話交換事務開始。当時、電話加入者は5名だった。
  - 9月11日 - 萩野地区の郵便集配事務開始。
- 1953年（昭和28年）9月16日 - 字石山（第三石山）区域を集配区に編入。
- 1959年（昭和34年）3月31日 - 電話交換業務を、白老郵便局に統合。本郵便局での電話交換業務を廃止。
- 1967年（昭和42年）11月30日 - 字萩野77-59（現在地）に、局舎移転新築。
- 1985年（昭和60年）10月28日 - 郵便区統合により、38年ぶりに無集配郵便局に戻る。

## 取扱内容
- 郵便、印紙、ゆうパック、内容証明
- 貯金、為替、振替、振込、国債、投資信託
  - 国際送金、外貨両替・トラベラーズチェック、財形定額貯金、確定拠出年金は扱わない。
- 生命保険、バイク自賠責保険。
  - 自動車保険、がん保険、引受条件緩和型医療保険は扱わない。
- ゆうちょ銀行ATM

## 周辺
- 国道36号
- 萩野ハマナス広場
- 太平洋
- セブンイレブン白老萩野西店
- 室蘭信用金庫萩野支店

## アクセス
- JR室蘭本線萩野駅から、徒歩約710m・約12分。
- 道南バス「西萩野」バス停下車後、徒歩約500m・約9分。
- 駐車場あり：4台

## 参考資料
- 『新白老町史』(白老町・1992年11月3日発行)下巻737～738頁「第9編交通と通信 第2章通信と電気事業 第二節各郵便局」の萩野郵便局の項